# Głos znad Pregoły
Głos znad Pregoły (ros. Голос с Преголи) – czasopismo polskie ukazujące się od listopada 1995 na terenie obwodu królewieckiego, druga w dziejach miasta świecka gazeta polskojęzyczna po istniejącej w latach 1718–1720 „Poczcie Królewieckiej”.

## Historia
Numer zerowy pisma ukazał się 11 listopada 1995 z inicjatywy Kazimierza Ławrynowicza przy pomocy Konsulatu RP w Królewcu. Początkowo pismo było redagowane w Elblągu przez „Kurier Elbląski” przy wsparciu finansowym lokalnego oddziału Polskiego Związku Katolicko-Społecznego. W latach 1997–1998 drukiem zajmowała się oficyna wydawnicza „Informacyjny Kurier Tygodniowy” z Braniewa, wreszcie w lecie 1998 redakcja pisma została ostatecznie przeniesiona do Królewca. Odtąd druk i zakup papieru finansowany był przez Fundację Pomoc Polakom na Wschodzie.
Pierwszym redaktorem miesięcznika został właśnie Kazimierz Ławrynowicz, a wśród dziennikarzy i pracowników gazety znaleźli się m.in. ks. Jerzy Steckiewicz, Kleofas Ławrynowicz, Wasilij Wasiljew, Danuta Szczęsna, Aleksandra Ławrynowicz, Agnieszka Abramowicz i Jerzy Sukow.
Obecnie na czele redakcji stoi Maria Ławrynowicz. W skład Rady Redakcyjnej wchodzą Aleksandra Ławrynowicz, Wasilij Wasiliew, Kleofas Ławrynowicz i Marek Szczepaniak. Gazeta posiada stałych korespondentów w Królewcu, Bałtyjsku, Oziorsku i Czerniachowsku.
Do stałych rubryk miesięcznika należą „Słynni Polacy w Rosji” W. Wasiliewa, „We Wspólnocie Kultury Polskiej” K. Ławrynowicza oraz „Polskie drogi”, gdzie drukuje się wspomnienia Polaków z Królewca.